# Kostrača
Kostrača (cyr. Кострача) – wieś w Bośni i Hercegowinie, w Republice Serbskiej, w gminie Milići. W 2013 roku liczyła 24 mieszkańców.